# Casa Dot (Manlleu)
La casa Dot és un edifici de Manlleu (Osona) inclòs a l'Inventari del Patrimoni Arquitectònic de Catalunya.

## Descripció
És un edifici de planta baixa i tres pisos. El primer pis està format per dues finestres que estan unides per un balcó que es projecta en fora en el seu tram central, entre finestra i finestra. Al segon pis, simètricament a les finestres del primer pis, s'obren dos balcons simples. Les llindes de les finestres estan decorades amb unes franges en relleu decorades per esgrafiats i unes petites mènsules a manera de capitells esculpits en pedra. Al pis superior s'hi obre una porxada formada per dues finestres d'arcs carpanells rebaixats i amb una línia de balustres treballades a la part inferior (sota l'ampit). El ràfec de la teulada està format per llates de fusta i enrajolat en els espais intermedis, acabant amb un ràfec de fusta adossat de formes ondulants i continu.
En els esgrafiats es representa una exaltació de la natura: en una escena es representa un nen que menja raïm, a altre un nen contempla un ocell, a altre el nen amb una aixada i una falç a cada mà i, per acabar, un pagès que treballa la terra.

## Història
L'edifici conserva l'estructura d'una casa unifamiliar del segle xviii, organitzada en dos pisos; en el principal, la sala, i a la planta baixa (actualment remodelada) l'entrada gran pels carros. Al pis superior, la porxada, que tenia funcions d'assecador.
Fou construïda per Lluís Coll i Espadaler, mestre d'obres de Manlleu.